# 戈阿萨法特
戈阿萨法特（Goasafat），是印度西孟加拉邦Medinipur县的一个城镇。总人口5406（2001年）。

## 人口
该地2001年总人口5406人，其中男性2817人，女性2589人；0—6岁人口895人，其中男455人，女440人；识字率64.65%，其中男性为70.25%，女性为58.56%。